# Беловежко споразумение
Споразумението за създаване на общност на независимите държави, широко известно като Беловежко споразумение, е договор от 8 декември 1991 г. между ръководителите на държавите-учредителки на Съюза на съветските социалистически републики за неговото разпускане и за създаване на междудържавно обединение между бивши съветски съюзни републики.
То е сключено във Вискули - тогава официална резиденция на СССР (днес: на Беларус), в беларуската част от Беловежката гора (на руски: Беловежкая пуща), на 8 км от границата с Полша.
Споразумението е подписано от държавните ръководители на съветските републики учредители на Съветския съюз - Руската съветска федеративна социалистическа република, Украинската съветска социалистическа република и Белоруската съветска социалистическа република.

## Коментари
Бившата министър-председателка на Великобритания Маргарет Тачър, която по онова време е в Хюстън, заявява 2 седмици преди подписването на Беловежкото споразумение: „Сега де-факто настъпва разпадане на Съветския съюз, но де-юре той продължава да съществува. Уверявам ви, че в рамките на следващия месец ще чуете за юридическото оформление на разпадането на Съветския съюз“.
В свое изявление от 25 декември 1991 г. президентът на САЩ Джордж Хърбърт Уокър Буш подчертава: „Съединените щати приветстват историческия избор в полза на свободата, направен от новите държави от Общността. Въпреки потенциалната възможност за нестабилност и хаос тези събития отговарят на нашите интереси“ (вестник „Известия“, 26 декември 1991).

## Последствия

### Руска СФСР
Споразумението и другите подписани с него документи са ратифицирани от Върховния съвет на РСФСР на 12 декември 1991 г. Във връзка с това е прекратен Съюзният договор от 1922 г. Против ратифицирането на Беловежкото споразумение гласуват 7 депутати от общо 250: С. Н. Бабурин, Н. А. Павлов, В. Б. Исаков, И. В. Константинов, С. А. Полозков, В. А. Балала, П. А. Лисов. Въздържалите се са също 7 души. Против денонсирането на Съюзния договор гласуват 3-ма – В. Исаков, С. Бабурин, П. Лисов, а въздържали се са 9 души: В. А. Грачов, Н. А. Павлов, С. Н. Решулский, З. Н. Ойкина, К. К. Рупел, В. А. Шуйков, В. И. Санаев, И. А. Шашвиашвили, А. Н. Луговой.
Редица депутати отбелязват, че съгласно действащата (до декември 1993 г.) Конституция на Руската федерация за ратификацията на беловежкото споразумение трябва да се свика Конгресът на народните депутати на РСФСР – върховен орган на държавнат власт. Конгресът на народните депутати 3 пъти отказва да ратифицира споразумението и изключва от текста на конституцията на РСФСР упоменаването на конституция и закони на СССР. По този начин, въпреки че де-факто СССР престава да съществува, Конституцията на СССР от 1977 г. продължава да действа в Русия, съгласно чл. 4 от Конституцията на РСФСР, до 25 декември 1993 г. Тогава влиза в сила приетата на референдум Конституция на Руската федерация, одобряваща атрибутите на независимата руска държава след разпадането на СССР. Съюзната република РСФСР окончателно става независима държава под името Руска федерация.
На 15 март 1996 г. Държавната дума на Руската федерация приема Постановление № 157-II „Относно юридическата сила на Руската федерация – Русия от резултатите на референдума от 17 март 1991 г. за запазване на СССР“; където точка 3-та гласи: „Уверете се, че Споразумението за създаване на Общността на независимите държави от 8 декември 1991 г., подписано от президента на РСФСР Борис Елцин и държавния секретар на РСФСР Г. Бурбулис и неодобрено от Конгреса на народните депутати – върховен орган на държавната власт на РСФСР – не е имал и няма правна сила в частта, свързана с разпадането на СССР“. Няма реални политически последствия в това решение.
През 1996 г. президентът на Русия Борис Елцин заявява, че съжалява за подписването на Беловежкото споразумение.
Споровете относно значението на Беловежкото споразумение и последвалите събития продължават. То се превръща в обвинение срещу Борис Елцин и в опит той да бъде свален от длъжността държавен глава през май 1999 г. Специална комисия на Държавната дума на Руската федерация установява, че Елцин подписва Беловежкото споразумение, е извършил действия срещу волята на народите от РСФСР за запазване на СССР, изразена на референдума от 17 март 1991 г. и правейки грубо нарушение на:
- чл. 74-76 от Конституцията на СССР от 1977 г.,
- Закона за СССР от 3 април 1990 г. „За реда на решените въпроси, свързани с отделянето на съюзната република от СССР“,
- чл.4, 5, 68, 70, 71, 76 от Конституцията на РСФСР от 1978 г.,
- чл.4, 6 от Закона за РСФСР от 24 април 1991 г. „За президента на РСФСР“,

Комисията също стига до извода, че Елцин е извършил действия, съдържащи признаци на тежко престъпление, по силата на чл. 64 от Наказателния кодекс на РСФСР, представляващо държавна измяна чрез подготовка и организиране на заговор с цел противоконституционно изземване на съюзната власт, премахване на тогавашните съюзни институции на властта, незаконна промяна на конституционно установения статут на РСФСР. Въпреки това опитите за отстраняване на президента на Руската федерация по тези и други причини се провалят.

### Други съюзни републики
На 21 декември 1991 г. към Споразумението се присъединяват Азербейджан, Армения, Казахстан, Киргизия, Молдова, Таджикистан, Узбекистан, Туркмения. Тези страни подписват Декларация за целите и принципите на Общността на независимите държави, заедно с Русия, Украйна и Беларус в град Алмати (Казахстан).
През декември 1993 г. към Споразумението за създаване на Общност на независимите държави се присъединява и Грузия. На 12 август 2008 г. президентът на Грузия Михаил Саакашвили обявява намерението си Грузия да излезе от Общността на независимите държави заради конфликта в Южна Осетия. На 12 юни 2009 г. грузинският парламент официално завършва процедурата по излизане като единодушно приема 2 решения „Относно междупарламентарната асамблея на ОНД“.
|  | Тази страница частично или изцяло представлява превод на страницата „Беловежское соглашение“ в Уикипедия на руски. Оригиналният текст, както и този превод, са защитени от Лиценза „Криейтив Комънс – Признание – Споделяне на споделеното“, а за съдържание, създадено преди юни 2009 година – от Лиценза за свободна документация на ГНУ. Прегледайте историята на редакциите на оригиналната страница, както и на преводната страница, за да видите списъка на съавторите. ВАЖНО: Този шаблон се отнася единствено до авторските права върху съдържанието на статията. Добавянето му не отменя изискването да се посочват конкретни източници на твърденията, които да бъдат благонадеждни. |